# Abagrotis alampeta
Abagrotis alampeta är en fjärilsart som beskrevs av John G. Franclemont 1967. Abagrotis alampeta ingår i släktet Abagrotis och familjen nattflyn. Inga underarter finns listade i Catalogue of Life.